# Jacobo Muchnick
Jacobo Muchnick (también escrito como Jacobo Muchnik) (Carlos Casares, Argentina, 1907 – Madrid, España, 6 de agosto de 1995) fue un editor de larga trayectoria en su país.

## Biografía
Nacido en una familia de inmigrantes judío-rusos, tuvo varios trabajos, entre los cuales se encontraba el de repartidor de carne. Vivió un tiempo en Santiago de Chile y luego de regresar a Buenos Aires trabajó, primero en publicidad y después como editor.
En 1955 fundó Jacobo Muchnik Editor, que tres años más tarde se convirtió en Fabril Editora, una editorial que publicó libros, entre otros autores, de Rafael Alberti, Witold Gombrowicz, Jorge Guillén, Nicolás Guillén, Kafka, Arthur Miller, Aldo Pellegrini y Ernesto Sabato, con quien conservaba una gran amistad. También hizo revistas, una de las cuales fue la exitosa Mucho Gusto que más adelante dio origen a un programa de televisión.
Era un enamorado del teatro y en esa actividad llegó a desempeñarse como empresario, director y actor. También hizo una incursión en el cine cuando en 1939 dirigió la película No te metás, Joaquín, que decidió no exhibir comercialmente.
En 1962 dejó Argentina y vivió en Niza, París e Italia para radicarse finalmente en España, donde falleció el 6 de agosto de 1995.
Fue padre del también editor Mario Muchnik.

## Obras
- Presente continuo.

- Editing "Arte de poner los puntos sobre las íes- y difundirlas".[6]
- Cuentos sin cuento (1985).